# La peinture adoucit les mœurs
Pour plus de détails, voir Fiche technique et Distribution.
La peinture adoucit les mœurs est un film français de moyen métrage réalisé par Jean de Size, sorti en 1934.

## Fiche technique
- Réalisation : Jean de Size
- Scénario et dialogues : Jean-Louis Bouquet (sous le pseudonyme de Jean d'Arsennes)
- Directeur de la photographie : Maurice Guillemin
- Musique et chanson : Paul Devred
- Décors : Fernand Delattre
- Production: Lory Films
- Format : Noir et blanc - 1,37:1 - 35 mm - son mono (système sonore : Thomson-Houston-Kraemer)
- Genre : Comédie

## Distribution
- Robert Darthez : Roger Legrand
- Janine Liezer : Ninette Bigou
- Robert Bertin : Gilles Bigou
- Pierre Ferval : le peintre
- Laure Paillette : la vachère
- Anthony Gildès : le père Bigou